# Corps de réserve
Le corps de réserve (en ukrainien : Корпус резерву ; abrégé en КорпРез, CorpRes ; numéro d'unité militaire А3369) est une structure militaire ukrainienne de l'Armée de terre ukrainienne créée en 2016.

## Historique
Le corps de réserve est activé après le début de la guerre du Donbass ; il est aussi appelé le 9e corps d'armée. Après la mobilisation décrétée en février 2022 en réaction à l'invasion de l'Ukraine par la Russie, ses unités sont mises sur le pied de guerre, puis affectées aux différents commandements opérationnels (ouest, nord, est et sud).

## Composition
Le corps de réserve est formé d'unités-cadres n'existant en temps de paix que sur le papier, mise sur pied avec des réservistes que pour de courtes périodes d'entraînement ou pour une mobilisation. L'unité sert de réserve à l'état-major général des forces armées ukrainiennes. Elle comprenait 85 000 hommes en 2016 et 85 000 hommes en 2017 et était encadré par 10 % d'officiers.

### Organisation
- Unité de commandement :
  - 95e bataillon de commandement ;
- unités de chars :
  - 3e brigade de chars ;
  - 4e brigade de chars ;
  - 5e brigade de chars ;
  - et 14e brigade de chars ;
- unités mécanisées :
  - 6e bataillon mécanisé (uk) ;
  - 33e brigade mécanisée ;
  - 60e brigade mécanisée ;
  - 61e brigade mécanisée ;
  - 62e brigade mécanisée ;
  - 63e brigade mécanisée ;
  - 65e brigade mécanisée ;
  - 66e brigade mécanisée ;
  - et 110e brigade mécanisée ;
- unités d'artillerie :
  - 38e brigade d'artillerie (uk) ;
  - et 45e brigade d'artillerie.

### Commandant
- depuis 2019 : major-général Yakovytch Mironiouk (uk)